# 율리 욀고르
율리 욀고르(덴마크어: Julie Ølgaard, 1981년 9월 29일 ~ )는 덴마크의 배우이다.
코펜하겐에서 태어났다.

## 영화
- 헤드헌터 (2011년) - 로테 역
- 크라잉 포 러브 (2008년)
- 룸 205 (2007년)
- 인 더 나이트 (2007년)
- 애프터 웨딩 (2006년)
- 드라벳 (2005년)
- 미드써머 (2003년) - 안자 역